# Alexandre Rey
Alexandre Rey (* 22. September 1972 in Sion) ist ein ehemaliger Schweizer Fussballspieler.

## Karriere
Rey begann seine Karriere im Jahr 1990 beim FC Sion, mit dem er 1991 den Schweizer Cup gewann und 1992 Schweizer Meister wurde. 1994 wechselte er zum FC Basel. 1996 ging er zurück zu Sion. Im Oktober 1997 wechselte er zu Servette Genf. Mit Servette wurde er 1999 zum zweiten Mal Schweizer Meister. In der Winterpause der Saison 2000/01 wechselte er zum FC Luzern, welchen er in der Winterpause der Saison 2001/02 in Richtung Neuchâtel Xamax verliess. Mit Xamax nahm er 2003 am Cupfinal teil, unterlag dem FC Basel jedoch mit 0:6. 2006 beendete er seine Karriere. Heute arbeitet er in der Verwaltung von Xamax.
Rey bestritt ausserdem 18 Spiele für die Schweizer Fussballnationalmannschaft. Dabei gelangen ihm fünf Tore, drei davon am 4. September 2004 beim 6:0-Sieg im WM-Qualifikationsspiel zur Weltmeisterschaft 2006 gegen die Färöer.